# Şirin Sulhiye, Kartepe
Şirinsulhiye là một xã thuộc huyện Kartepe, tỉnh Kocaeli, Thổ Nhĩ Kỳ. Dân số thời điểm năm 2010 là 1.729 người.